# Zugeschaut und mitgebaut
Zugeschaut und mitgebaut war eine Fernsehsendung im ZDF.
Die erste Sendung lief am 9. November 1974. Die Sendung lief bis 1979 monatlich samstags  zwischen zwei Sendungen im ZDF.

## Inhalt
Helmut Scheuer bastelte in seiner Hobbywerkstatt einen Gegenstand wie zum Beispiel Stelzen, eine Truhe oder Kinderspielzeug. Die Erklärung der Arbeitsschritte wurde von einem Sprecher aus dem Off übernommen. Die Länge der Sendung schwankte je nach Selbstbauprojekt zwischen fünf und zehn Minuten.

## Bücher
Zur Sendung sind mehrere Bücher im Falken-Verlag erschienen:
- Zugeschaut und mitgebaut / 1., Falken-Verlag, 1976
- Zugeschaut und mitgebaut / 2., Falken-Verlag, 1977
- Zugeschaut und mitgebaut / 3., Falken-Verlag, 1978
- Zugeschaut und mitgebaut / 4., Falken-Verlag, 1979[2]

## DVD
2011 erschien eine Folge auf der Retro-TV-Kult-Box.